# Cadaskertajaya
Cadaskertajaya is een bestuurslaag in het regentschap Karawang van de provincie West-Java, Indonesië. Cadaskertajaya telt 3188 inwoners (volkstelling 2010).